# Bufo bufo
Cóc thông thường (Bufo bufo) hoặc cóc châu Âu là một loài lưỡng cư phổ biến rộng rãi khắp châu Âu, ngoại trừ Ireland và một số đảo Địa Trung Hải. Phạm vi của nó đông kéo dài đến Irkutsk ở Siberia và vùng phía nam của nó bao gồm các bộ phận của Tây Bắc châu Phi ở vùng núi phía Bắc của Maroc, Algérie, và Tunisia.
Loài cóc này thường đi săn mồi vào ban đêm, thường hoạt động trong thời tiết ẩm ướt. Chúng có vũ khí chống lại kẻ thù bằng cách tiết ra một chất độc gọi là bufagin. Điều này là đủ để ngăn chặn nhiều loài kẻ thù ngoại trừ rắn cỏ và hedgehog miễn dịch đối với chất độc này của cóc. Mặc dù con trưởng thành phần lớn thời gian ở trên mặt đất, con cái trưởng thành xuống ao và khu vực có nước khác để đẻ trứng. Chúng đẻ trứng vào mùa xuân. Con nòng nọc non giống con nòng nọc các loài cóc khác ngoại trừ việc chúng có đầu to hơn và tròn hơn đen hơn,lớn hơn và đuôi ngắn hơn.